# كاي شوماخر
كاي شوماخر (بالألمانية: Kai Schumacher)‏ هو عازف بيانو ألماني، ولد في 18 نوفمبر 1979 في بادن بادن في ألمانيا.

## وصلات خارجية
- كاي شوماخر على موقع ميوزك برينز (الإنجليزية)
- كاي شوماخر على موقع ديسكوغز (الإنجليزية)